# Хира (город)
Хи́ра (араб. الحيرة‎ al-Ḥīrah, сир. ܚܝܪܬܐ Ḥīrtā, пехл. Hērt) — древний, ныне не существующий город, находившийся к югу от современного города Эль-Куфа в Ираке. В IV—VI веках город был столицей арабского царства Лахмидов, являвшегося буферной зоной между Византией и Сасанидским Ираном. В VII веке город был взят мусульманами.

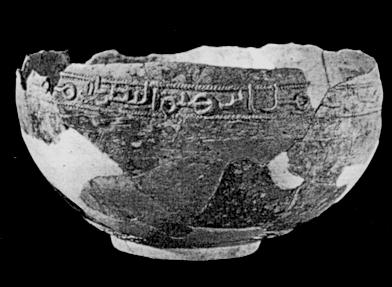
Омейядский горшок, сделанный в Хире в 96 году хиджры

С Хирой связана легенда о строительстве  в ней  дворца Хаварнак архитектором Сенмаром по заказу царя Ан-Нумана I, и последующем убийстве строителя. «Сенмарово вознаграждение» — выражение, глубоко укоренившееся в роли пословицы в персидском и арабском языках.